# MTV Europe Music Awards/Best Alternative
Die MTV Europe Music Award for Best Alternative ist eine Genrekategorie des MTV Europe Music Awards. Sie wird seit 1997 in unregelmäßigen Abständen vergeben und richtet sich an Bands, die dem Alternative Rock und dem Alternative Metal zuzuordnen sind. Thirty Seconds to Mars gewannen den Award dreimal.

## Nominierte und Gewinner

### 1990er
| Jahr        | Künstler | EN |
| ----------- | -------- | -- |
| 1997        |          |    |
| The Prodigy | [ 1 ]    |    |
| Beck        | [ 1 ]    |    |
| Blur        | [ 1 ]    |    |
| Radiohead   | [ 1 ]    |    |
| The Verve   | [ 1 ]    |    |

### 2000er
| Jahr              | Künstler | EN |
| ----------------- | -------- | -- |
| 2004              |          |    |
| Muse              | [ 2 ]    |    |
| Björk             | [ 2 ]    |    |
| Franz Ferdinand   | [ 2 ]    |    |
| The Hives         | [ 2 ]    |    |
| The Prodigy       | [ 2 ]    |    |
| 2005              | [ 2 ]    |    |
| System of a Down  | [ 3 ]    |    |
| Beck              | [ 3 ]    |    |
| Bloc Party        | [ 3 ]    |    |
| Goldfrapp         | [ 3 ]    |    |
| The White Stripes | [ 3 ]    |    |
| 2006              | [ 3 ]    |    |
| Muse              | [ 4 ]    |    |
| Arctic Monkeys    | [ 4 ]    |    |
| Korn              | [ 4 ]    |    |
| The Raconteurs    | [ 4 ]    |    |
| System of a Down  | [ 4 ]    |    |
| 2009              |          |    |
| Placebo           | [ 5 ]    |    |
| Muse              | [ 5 ]    |    |
| Paramore          | [ 5 ]    |    |
| The Killers       | [ 5 ]    |    |
| The Prodigy       | [ 5 ]    |    |

### 2010er
| Jahr                     | Künstler | EN |
| ------------------------ | -------- | -- |
| 2010                     |          |    |
| Paramore                 | [ 6 ]    |    |
| Arcade Fire              | [ 6 ]    |    |
| The Black Keys           | [ 6 ]    |    |
| Gorillaz                 | [ 6 ]    |    |
| Vampire Weekend          | [ 6 ]    |    |
| 2011                     | [ 6 ]    |    |
| Thirty Seconds to Mars   | [ 7 ]    |    |
| Arctic Monkeys           | [ 7 ]    |    |
| My Chemical Romance      | [ 7 ]    |    |
| PJ Harvey                | [ 7 ]    |    |
| The Strokes              | [ 7 ]    |    |
| 2012                     | [ 7 ]    |    |
| Lana Del Rey             | [ 8 ]    |    |
| The Black Keys           | [ 8 ]    |    |
| Florence + The Machine   | [ 8 ]    |    |
| Foster the People        | [ 8 ]    |    |
| Jack White               | [ 8 ]    |    |
| 2013                     | [ 8 ]    |    |
| Arctic Monkeys           | [ 9 ]    |    |
| Fall Out Boy             | [ 9 ]    |    |
| Franz Ferdinand          | [ 9 ]    |    |
| Paramore                 | [ 9 ]    |    |
| TR/ST                    | [ 9 ]    |    |
| 2014                     | [ 9 ]    |    |
| Thirty Seconds to Mars   | [ 10 ]   |    |
| Arcade Fire              | [ 10 ]   |    |
| Lana Del Rey             | [ 10 ]   |    |
| Lorde                    | [ 10 ]   |    |
| TR/ST                    | [ 10 ]   |    |
| 2015                     | [ 10 ]   |    |
| Lana Del Rey             | [ 11 ]   |    |
| Björk                    | [ 11 ]   |    |
| Fall Out Boy             | [ 11 ]   |    |
| Florence and the Machine | [ 11 ]   |    |
| Twenty One Pilots        | [ 11 ]   |    |
| 2016                     |          |    |
| Twenty One Pilots        | [ 12 ]   |    |
| Kings of Leon            | [ 12 ]   |    |
| Radiohead                | [ 12 ]   |    |
| Tame Impala              | [ 12 ]   |    |
| The 1975                 | [ 12 ]   |    |
| 2017                     | [ 12 ]   |    |
| Thirty Seconds to Mars   | [ 13 ]   |    |
| Imagine Dragons          | [ 13 ]   |    |
| Lana Del Rey             | [ 13 ]   |    |
| Lorde                    | [ 13 ]   |    |
| The xx                   | [ 13 ]   |    |
| 2018                     |          |    |
| Panic! at the Disco      | [ 14 ]   |    |
| Fall Out Boy             | [ 14 ]   |    |
| The 1975                 | [ 14 ]   |    |
| Thirty Seconds to Mars   | [ 14 ]   |    |
| Twenty One Pilots        | [ 14 ]   |    |
| 2019                     |          |    |
| FKA Twigs                | [ 15 ]   |    |
| Lana Del Rey             | [ 15 ]   |    |
| Solange                  | [ 15 ]   |    |
| Twenty One Pilots        | [ 15 ]   |    |
| Vampire Weekend          | [ 15 ]   |    |